# Antoine Fauré
Pour les articles homonymes, voir Fauré.
Antoine Fauré, né le 24 décembre 1883 à Saint-Étienne et mort le 9 septembre 1954 à Dijon, est un ancien coureur cycliste français.

## Résultats sur le Tour de France
- 1909 : 37e
- 1912 : abandon (4e étape)